# Generoso Dattilo
Generoso Dattilo (Róma, 1902. május 3. – 1976. augusztus 12.) olasz nemzetközi labdarúgó-játékvezető.

## Pályafutása

### Nemzeti játékvezetés
1933-ban lett az I. Liga játékvezetője. A valaha élt egyik legnagyobb olasz labdarúgó-játékvezetőnek tartják.[forrás?] A nemzeti játékvezetéstől 1951-ben vonult vissza. Első ligás mérkőzéseinek száma: 252.
2009-ig csak Concetto Lo Bello (328) és Cesare Jonni (261) előzte meg a Seria A bajnoki mérkőzések vezetésének számában.

#### Nemzeti kupamérkőzések
Vezetett  kupadöntők száma: 1.

##### Olasz-kupa
| Időpont          | Helyszín                    | Mérkőzés típusa | Mérkőzés     | Eredmény |
| ---------------- | --------------------------- | --------------- | ------------ | -------- |
| 1939. június 18. | Marcel Saupin Stadion, Róma | döntő           | Inter–Novara | 2 : 1    |

### Nemzetközi játékvezetés
Az Olasz labdarúgó-szövetség Játékvezető Bizottsága (JB) terjesztette fel nemzetközi játékvezetőnek, a Nemzetközi Labdarúgó-szövetség (FIFA) 1938-tól tartotta nyilván bírói keretében.  Több válogatott és nemzetközi klubmérkőzést vezetett, vagy működő társának partbíróként segített. Az olasz nemzetközi játékvezetők rangsorában, a világbajnokság-Európa-bajnokság sorrendjében többedmagával a 48. helyet foglalja el 1 találkozó szolgálatával. Az aktív nemzetközi játékvezetéstől 1951-ben búcsúzott.

#### Labdarúgó-világbajnokság
A világbajnoki döntőhöz vezető úton Olaszországba a II., az 1934-es labdarúgó-világbajnokságra és Brazíliába a IV., az 1950-es labdarúgó-világbajnokságra a FIFA JB bíróként alkalmazta. 1934-ben a FIFA JB a rendező ország Játékvezető Bizottságától kilenc játékvezetőt kért kifejezetten partjelzői feladatok ellátására. Első számú partbíróként foglalkoztatták. A kor gyakorlata szerint az első számú partbíró egyik feladata, a játékvezető sérülése esetén átvenni a játék irányítását. 1934-ben egy, 1950-ben három partbírói szolgálatot végzett. Világbajnokságon vezetett mérkőzéseinek száma: 1 + 4 (partbíró).

##### 1934-es labdarúgó-világbajnokság

###### Világbajnoki mérkőzés
| Időpont         | Helyszín                          | Mérkőzés típusa    | Mérkőzés              | Játékvezető        | Eredmény | Nézők száma |
| --------------- | --------------------------------- | ------------------ | --------------------- | ------------------ | -------- | ----------- |
| 1934. május 27. | Giorgio Ascarelli Stadion, Nápoly | egyik nyolcaddöntő | Magyarország–Egyiptom | Rinaldo Barlassina | 4 : 2    | 9 000       |

##### 1950-es labdarúgó-világbajnokság

###### Világbajnoki mérkőzés
| Időpont          | Helyszín                              | Mérkőzés típusa              | Mérkőzés       | Eredmény | Nézők száma |
| ---------------- | ------------------------------------- | ---------------------------- | -------------- | -------- | ----------- |
| 1950. június 29. | Independência Stadion, Belo Horizonte | csoportmérkőzés (2. csoport) | Amerika–Anglia | 1 : 0    | 10 000      |

#### Duna Kupa
1940-ben a második világháború idején a Jugoszlávia–Románia (1:2) mérkőzést vezette.

#### Eduard Benes Kupa
1938-ban a Csehszlovákia–Románia (6:2) találkozót irányította.

#### A magyar labdarúgó-válogatott mérkőzései (1902–1929)
| Időpont              | Helyszín                    | Mérkőzés típusa          | Mérkőzés                 | Eredmény | Nézők száma |
| -------------------- | --------------------------- | ------------------------ | ------------------------ | -------- | ----------- |
| 1939. szeptember 24. | Üllői úti Stadion, Budapest | 220. válogatott mérkőzés | Magyarország–Németország | 5 : 1    | 25 000      |
| 1939. október 20.    | Nemzeti Stadion, Bukarest   | 221. válogatott mérkőzés | Románia–Magyarország     | 1 : 1    | 32 000      |
| 1940. október 6.     | Üllői úti Stadion, Budapest | 228. válogatott mérkőzés | Magyarország–Németország | 2 : 2    | 36 000      |

## Sportvezetőként
1952-1957 között az ANC, 1959-1961 az AIA elnöke.

## Sikerei, díjai
1940-ben az Olasz JB a játékvezetők elismerése céljából alapított Giovanni Mauro kitüntető címet érdemelte ki. Ugyan ebbn az évben a FIFA 10 évnél hosszabb, kiváló nemzetközi tevékenységének elismeréseként a FIFA kiváló játékvezetője elismerésben részesítette.